# Riu Tay
El riu Tay és un riu del vessant del mar del Nord del Regne Unit, que neix als Highlands i flueix cap avall (en sentit sud) al centre d'Escòcia travessant les ciutats de Perth i Dundee. És el riu més llarg d'Escòcia i el sisè més llarg del Regne Unit. També és el riu del Regne Unit amb major volum de descàrrega i compta amb una conca hidrogràfica d'aproximadament 4970 km².

## Curs
Els desguassos del Tay són molts més baixos en latitud que la regió de Highlands, sent la seva font més alta en els vessants del Ben Lui. La font està a només 32 km de la costa oest de la ciutat d'Oban, a Argyll and Bute. Les aigües flueixen a través de Perth i Kinross cap al Firth of Tay i el mar del Nord, uns 160 km a l'est. El riu té una varietat de noms en la part superior de captació: durant les primeres milles del riu que es coneix com el riu Connonish; llavors se l'anomena riu Fillan i, a continuació, el nom canvia de nou al riu Dochart fins que desemboca al Loch Tay a Killin. El riu Tay sorgeix del Loch Tay a Kenmore, corrent i d'allà a Perth que, en temps històrics,fou el pont del riu localitzat més avall del seu curs. A continuació, a Perth, el riu es converteix en estuari i entra en el Firth of Tay. La ciutat més gran al riu,  Dundee, es troba a la riba nord del Firth.

## Història
El cabal màxim registrat fins ara és de 2269 m³/s es va registrar el 17 de gener de 1993, quan el riu va augmentar 6,48 metres per sobre del seu nivell habitual a Perth, i va causar grans inundacions a la ciutat. Si no fos pels sistemes hidroelèctrics aigües amunt que van retenir el vessament, els danys haurien estat considerablement majors. La major inundació es va produir a Perth l'any 1814, quan el riu va augmentar 7 m per sobre del nivell habitual, en part causada per un bloqueig de gel sota la Smeaton's Bridge. Altres greus inundacions es van produir els anys 1210 i 1648, quan anteriors ponts sobre el Tay a Perth van ser destruïts.
Al segle xix el Tay Rail Bridge va ser construït a través del Firth, a Dundee, com a part de la costa oriental de la línia principal, que ha vinculat a Aberdeen amb el nord d'Edimburg i, en última instància, amb Londres cap al sud. El 28 de desembre de 1879, el pont es va esfondrar quan un tren va passar sobre ell. Tot el tren va caure al Firth, amb la pèrdua de 75 passatgers i tot el personal. L'esdeveniment va ser "immortalitzat" en un poema, The Tay Bridge Disaster, escrit per William McGonagall. La resposta crítica al seu article va ser reforçada pel fet que ell ja havia escrit dos poemes celebrant la força i assegurant la immortalitat del Tay Rail Bridge.
El pont ferroviari a través del Firth va ser posteriorment reconstruït, i en el decenni de 1960 una fulla de pont va ser construït a prop.
Diversos llocs al llarg del Tay van prendre els seus noms a partir d'ell, o es creu que ho han fet:
- Dundee - Dun Deagh, .
- Broughty Ferry, conegut localment com a Brochtie - Bruach Tatha, Bank of the Tay.
- Taymouth - Prop del Loch Tay.
- Tayside - regió escocesa.

## Galeria d'imatges

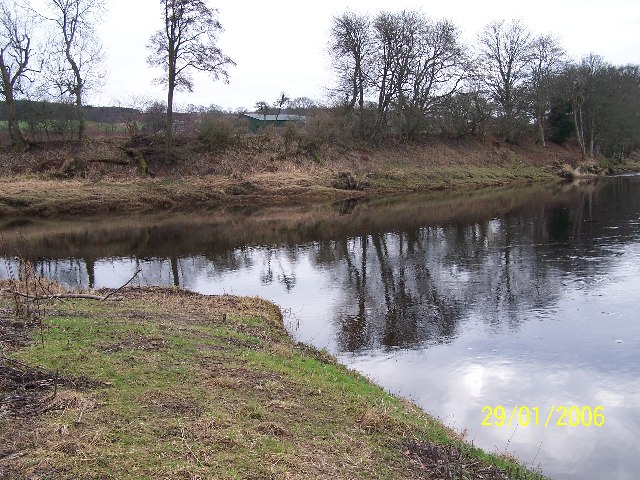
Confluència dels rius Isla i Tay
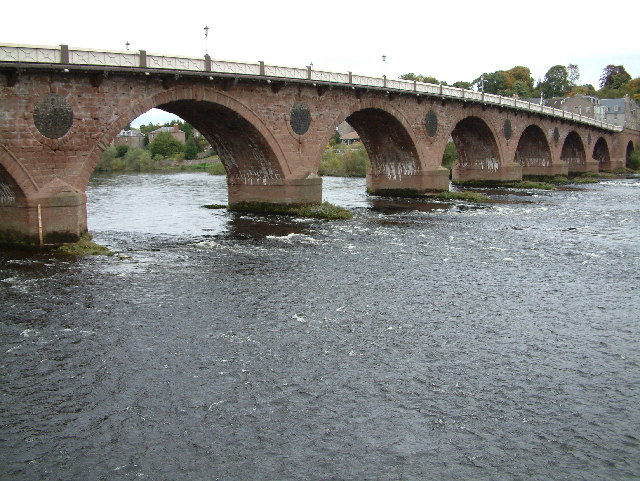
El riu Tay al seu pas pel Smeaton's Bridge a Perth
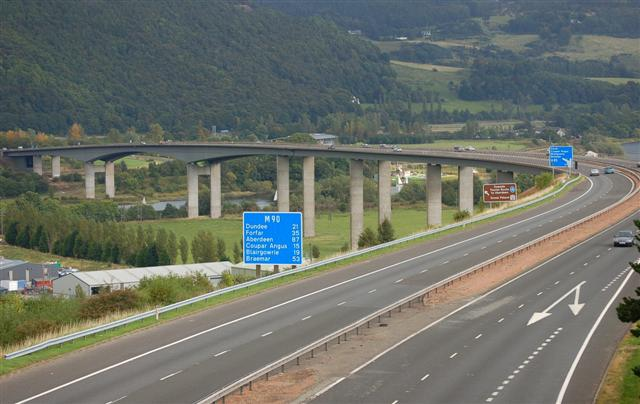
Friarton Bridge
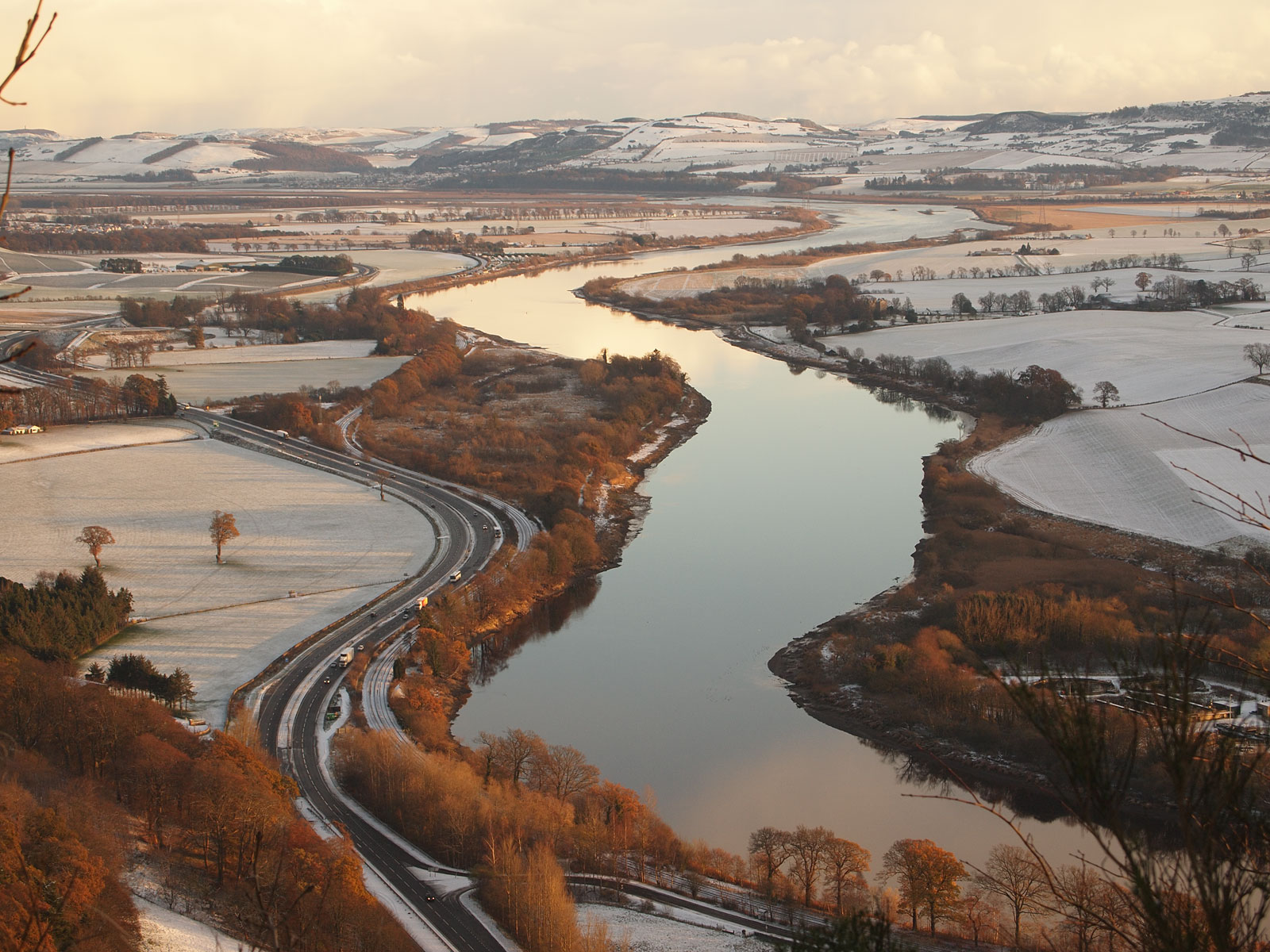
El riu Tay des de Kinnoull Hill a l'hivern
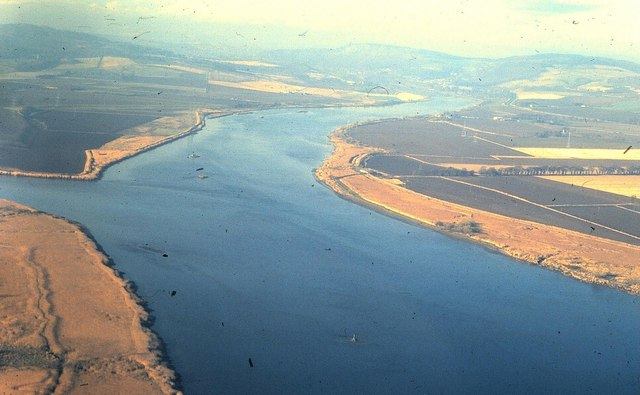
Confluència dels rius Earn (esquerra) i Tay
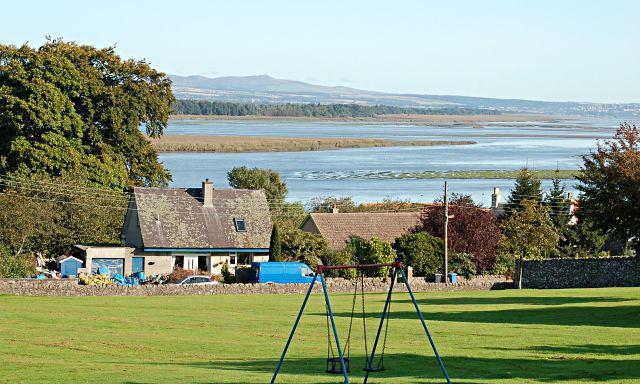
El riu Tay des de Newburgh (Fife), amb la Mugdrum Island
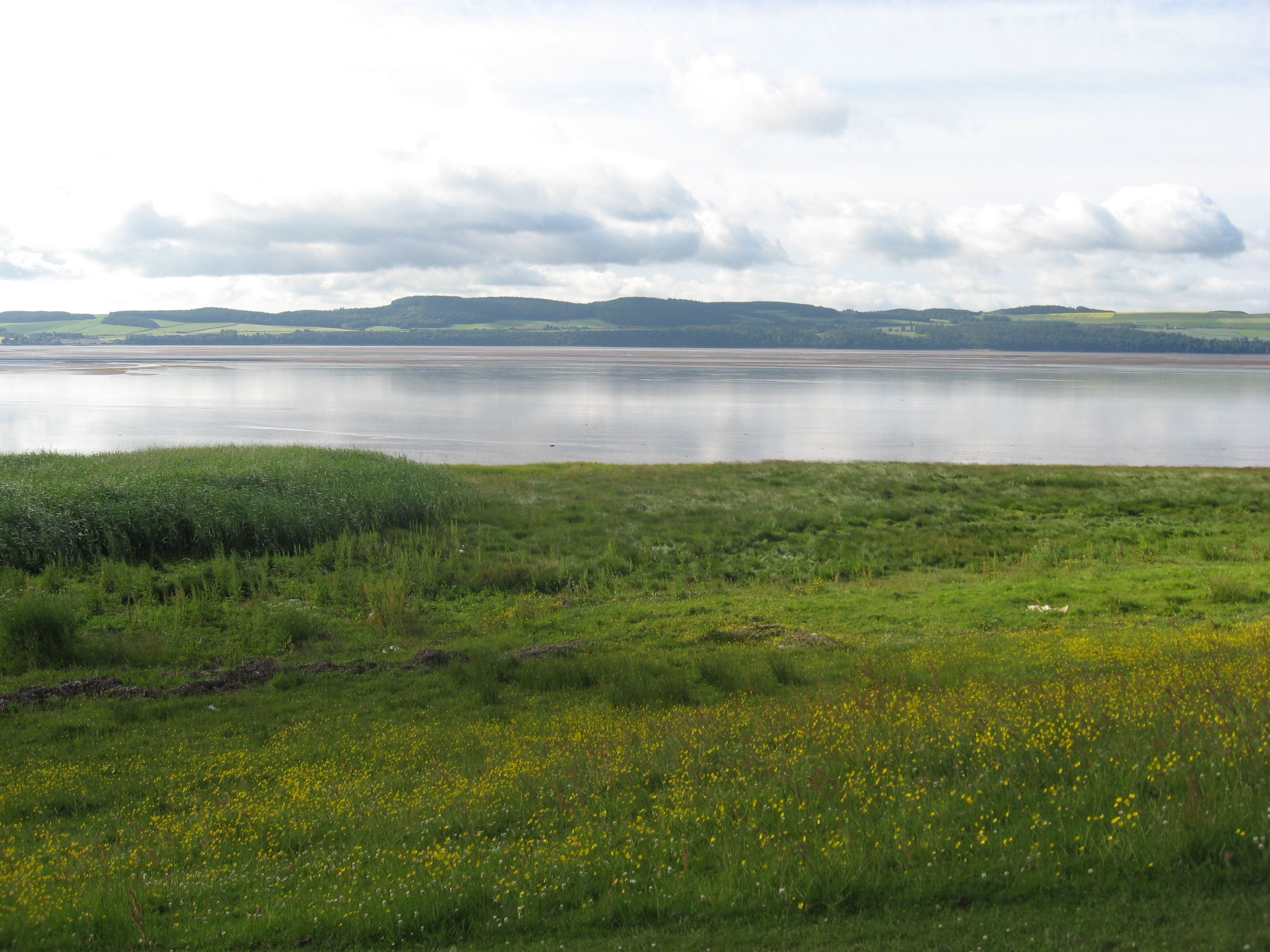
Riu Tay prop de Longforgan
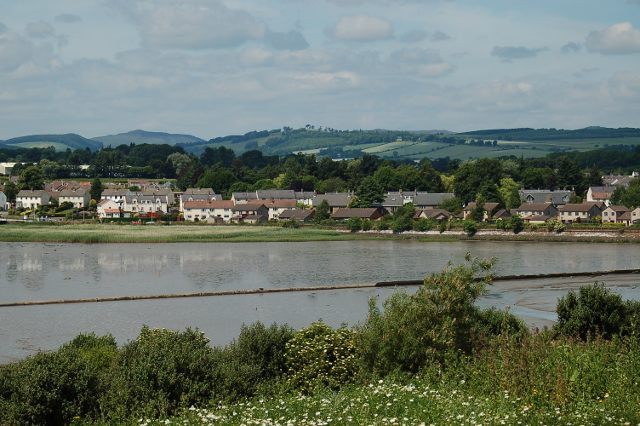
Invergowrie
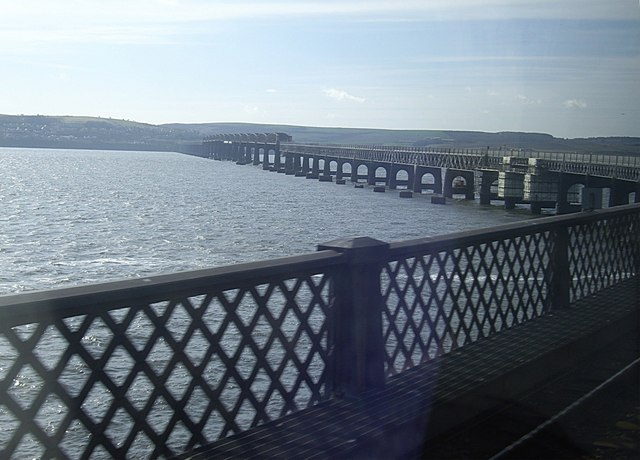
El Tay Rail Bridge
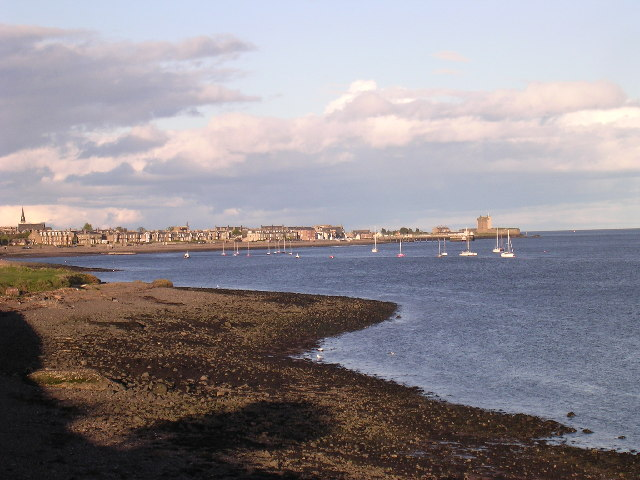
Broughty Ferry des de Stannergate, Dundee
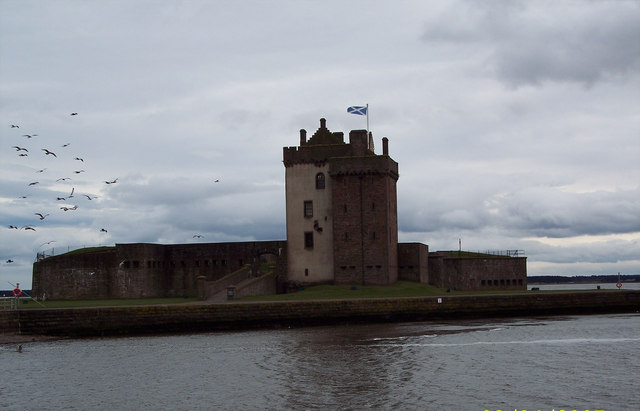
Broughty Castle
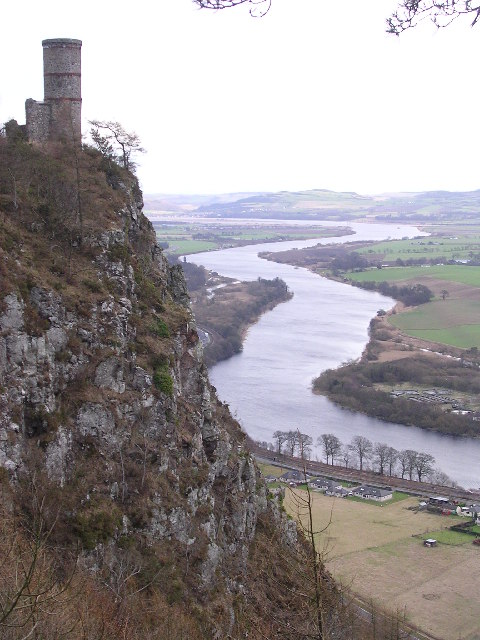
El Tay vist des de Kinnoull Hill a Perth.